# منصور عجه
منصور عجه (عربی: مَنْصُور أَكْرَم عُجَّة انگلیسی: Mansour Ojjeh؛ زادهٔ ۲۴ ژوئن ۱۹۵۲ - درگذشته ۶ ژوئن ۲۰۲۱) کارآفرین، و مهندس سعودی-تبار اهل فرانسه است. او مالک ۲۱٪ از شرکت شرکت خودروسازی بریتانیایی گروه مک‌لارن است.